# Eric Brook
Eric Fred Brook (ur. 27 listopada 1907, zm. 29 marca 1965) – angielski piłkarz, który występował na pozycji napastnika. Osiemnastokrotny reprezentant kraju.
Brook karierę zawodniczą rozpoczął w drugoligowym Barnsley, w którym grał przez trzy sezony. W marcu 1928 wraz z Fredem Tilsonem przeszedł za 6 tysięcy funtów do Manchesteru City. 19 października 1929 po raz pierwszy wystąpił w reprezentacji Anglii. 28 maja 1934 zagrał w finale Pucharu Anglii, w którym City pokonało Portsmouth 2:1. W mistrzowskim dla klubu sezonie 1936/1937 wystąpił we wszystkich 42 meczach i strzelił 20 bramek. 14 listopada 1934 był jednym z pięciu piłkarzy spoza Arsenalu, którzy zagrali w meczu zwanym Bitwą o Highbury.
Brook jako piłkarz Manchesteru City ustanowił rekord (wraz z Tommym Johnsonem) pod względem zdobytych goli w lidze, biorąc pod uwagę całą karierę (158). Pobity został w 2019 przez Sergio Agüero. W przerwanym z powodu wybuchu II wojny światowej sezonie 1939/1940 strzelił jedną bramkę, która według niektórych źródeł wliczana jest do rekordu.
W 1940 doznał urazu głowy w wypadku samochodowym, co przyczyniło się do zakończenia kariery. Zmarł w marcu 1965 w wieku 57 lat.